# Gottfried V. (Joinville)
Gottfried V. von Joinville (französisch Geoffroy V de Joinville; * vor 1173; † 1203/1204 am Krak des Chevaliers in Syrien) war Herr von Joinville, Seneschall der Grafschaft Champagne sowie Teilnehmer am Dritten und Vierten Kreuzzug.

## Leben
Gottfried V. kam als ältestes Kind Gottfrieds IV. von Joinville und dessen Frau Héluis de Dampierre (auch Helvide de Dampierre genannt) zur Welt. Gemeinsam mit seinem Vater nahm er im Gefolge des Grafen Heinrich II. von Champagne am dritten Kreuzzug teil, um das Kreuzfahrerheer bei der Belagerung von Akkon zu unterstützen.
Nachdem Gottfried IV. im August 1190 im heiligen Land gestorben war, verließ Gottfried V. den Kreuzzug, um den Leichnam seines Vaters in die Heimat zu überführen und sein Erbe anzutreten. Als neuer Herr von Joinville bestätigte er die Verfügungen seines Vaters, mit denen dieser wichtige Besitzungen der Abtei von Montier-en-Der überlassen hatte. Auch Gottfried selbst machte großzügige Schenkungen an viele kirchliche Institutionen der Champagne, um auf diese Art einen schon seit Generationen bestehenden Konflikt zwischen seiner Familie und dem geistigen Stand beizulegen, denn viele seiner Vorfahren hatten sich durch Raubzüge und Erpressungen widerrechtlich Kirchengüter angeeignet.
Als Seneschall der Champagne stand Gottfried stets loyal zu seinem jeweiligen Lehnsherrn und geriet dadurch in den Konflikt zwischen dem französischen König Philipp II. August und dem englischen König Richard Löwenherz um englische Besitzungen in Frankreich. Heinrich II. von Champagne schlug sich in diesem Streit auf die Seite Richards, und Gottfried V. tat es ihm gleich. Nachdem Heinrich II. 1197 verstorben war, folgte ihm sein jüngerer Bruder Theobald III. als Graf von Champagne nach, regierte anfangs jedoch unter der Vormundschaft seiner Mutter Marie de Champagne. Diese entschied sich während ihrer Regentschaft aber für die Seite des französischen Königs. Die damit verbundene Politik wurde von ihrem Sohn nach dem Tod seiner Mutter 1198 fortgesetzt, so dass Gottfried V. als treuer Gefolgsmann seines neuen Lehnsherrn seit jener Zeit wieder auf der Seite Philipps II. zu finden war.
Anlässlich eines durch Theobald III. 1199 ausgerichteten Turniers in Écry-sur-Aisne, auf dem der Wanderprediger Fulko von Neuilly eine mitreißende Ansprache zu dem ein Jahr zuvor durch Papst Innozenz III. ausgerufenen Vierten Kreuzzug hielt, entschloss sich Gottfried V., gemeinsam mit seinem Bruder Robert ein weiteres Mal als Kreuzritter ins Heilige Land zu ziehen. Als er dorthin aufbrach, überließ er die Verwaltung seines Besitzes in Frankreich seinen beiden jüngeren Brüdern Simon und Guillaume; letzterer sollte 1219 Erzbischof von Reims werden. Im Gegensatz zum größten Teil des Kreuzfahrerheeres, das nach Konstantinopel aufbrach, reiste Gottfried jedoch nach Syrien, wo er Ende 1203 oder Anfang 1204 bei den Kämpfen um den Krak des Chevaliers starb und in der Kapelle dieser mächtigen Festung bestattet wurde.
Gottfried war nicht verheiratet und hinterließ auch keine Nachkommen. In der Seigneurie Joinville folgte ihm deshalb sein Bruder Simon als Herrscher nach.

## Das Wappen Gottfrieds V.

Wappen von Joinville

Gottfrieds Vater nahm das Wappen der Herren von Broyes als eigenes an, da er davon ausging, dass die Familien de Joinville und de Broyes gemeinsame Vorfahren hatten.
Gottfried V. ergänzte dieses Wappen im oberen Teil um einen roten Löwen auf silbernem Grund, dieses Emblem war das Wappen der Grafschaft Poitou, das der englische König führte. Nach einem durch Jean de Joinville verfassten Epitaph im Kloster Clairvaux, gab Richard Löwenherz seinem mehrmaligen Parteigänger als Anerkennung für seine Verdienste und Heldentaten die Genehmigung, Richards Wappen dem seinigen hinzuzufügen.
Die Gemeinde Joinville führt noch heute dieses von Gottfried V. kreierte Wappen.
Aller Wahrscheinlichkeit nach besuchte Jean de Joinville im Sommer 1253 das Grab seines Onkels im Krak des Chevaliers. Jedenfalls war der Schild Gottfrieds V., den er auf seinem Kreuzzug mitgeführt hatte, seit der Zeit des Mittelalters in der Kollegienkirche Saint-Laurent in Joinville hinterlegt. Der Schild wurde 1544 von den deutschen Söldnern Kaiser Karls V. gestohlen, als diese Joinville plünderten.